# スララ
PANASONIC ワープロ(SLA-LA＝スララ) は、松下電器産業（現社名：パナソニック）の情報機器部、ワープロ事業部（大阪、門真市）が製造していた日本語ワードプロセッサのブランド名。ここでは、スララのブランド名が与えられる以前のU1-PROシリーズについても記述する。なお、松下通信工業、九州松下電器もワープロを製造していたが、ここでは触れない。
2000年12月に松下電器産業はワープロ専用機市場からの撤退を明らかにした。

## 特徴
日本語ワードプロセッサは東芝のRupo、シャープの書院、日本電気の文豪、富士通のOASYSなどが優勢であり、パナソニックブランドは後発での闘いを強いられることとなった。U1-PROシリーズにおいては、基礎的なハード構成をMS-DOS互換として、ソフト開発のコストを下げるとともに、将来の発展性への柔軟性をはかった。後発ということもあり、既存ワープロの弱点を研究し「使いやすい」ワープロとして、スイッチオンですぐに使用可能（システムフロッピーの読み込み不要）、ファンクションキーを積極的に機能割り当てに使用する、改行キーやスペースの位置にとらわれない自由で柔軟な入力編集思想などを持っていたが、上記のブランドを打ち崩すまでには至らなかった。

### 制御スペースの存在
初期状態においては、「・」に近い制御スペースが、全角1文字に相当するものとして画面全面にすでに割り当てられている。これはいわば原稿用紙のマス目に相当するものである。制御スペースは通常のスペースのように積極的に必ず1文字分空ける制御を行うものではなく、あくまでもカーソルの軌跡を表現したものに過ぎない。しかし、書きはじめの位置が行頭ではない場合は他社ワープロではカーソルの移動だけでは済まず、スペース等で位置を補ってから書き出さなければならないのに対し、スララシリーズでは、カーソルキーのみで制御スペースを基準に書き出し位置を自由に移動でき、カーソルのある位置ならどこでも書き出せるという特徴を持っていた。思った位置から自由に書き出せるというのは、本来文章作成からすればあるべき姿を体現したものといえる。
なお、改行マークを入力するとそれより右側の制御スペースは消滅する設計となっており、文節をブロックごとにまとめやすくなっている。

### 文字列・領域・行単位での編集
複写や移動・削除の制御の際、「複写」「移動」「削除」ファンクションキーを押すと文字列・領域・行単位での選択肢が現れユーザは自由に編集方法を選択できる。
- 文字列 - 現在のパソコンでのワープロソフトと同様、選択範囲をあたかも一行の文字列と見なして編集を行う。たとえば文字列移動を行うと、移動元は詰められ、移動先はカーソル位置を基準に挿入される。罫線など表組をこえての編集は出来ない。
- 領域 - 概念はグラフィックソフトと近く、矩形の範囲を指定して編集を行う。たとえば領域移動を行うと、移動元は制御スペース（白紙）となり、移動先は上書きされる。表組などの編集に向いている。
- 行単位 - 文字列編集と似ているが、一気に行単位を指定することで指定範囲行内の体裁は変えないまま複写や移動が行える。

### 表組との親和性
日本語文書の特徴として、文中に表組が多いことがあげられる。スララシリーズでは表組と文書との親和性を考慮して設計している。
- 作成した表組は、スペースや文字の入力で崩れることがない。
- 表組の周りに入力した文字列は、自動的に表組を避けて配置される。
- 入力済みの文字の上を罫線では上書きできない。
- 表組内に入力した文字は、設定した文字数以上は入力できず、入力しようとすると警音が鳴る。
- 1制御スペースを消費する通常の罫線のほか、文字間を縫うように引くことの出来る文字間罫線がある。

## U1シリーズ以前
松下電器産業では、U1シリーズ以前にも何機種かのワープロを発売している。手書きワープロなど、当時話題を呼んだ機種もあったが、一部の機種を除いて操作性やデータに互換性がなかった。それを踏まえ、MS-DOSをベースとして一定の互換性が保持できるように開発されたのがU1シリーズである。
- RL-W450　（1984　発売　手書きワープロ。RL品番であるが開発の流れは同じ。)
- FW-50　（1985　発売　ビジネス向け。3インチフロッピーを搭載。）
- FW-500　（1985　発売　手書きワープロ　ブラウン管式であるが情報機器部の開発。）
- FW-8　（1986　発売　乾電池駆動可。）
- FW-10　（1986　発売　液晶表示は15字×3行バックライト付。キーボードが50音配列のFW-10、JIS配列のFW-10Sがある。）
- FW-20　（1986　発売）
- FW-30　（1986　発売）
- FW-15　（1986　発売　カードスロットがあり、カードを外付けすることによりフォントの種類が増やせる。）
- FW-16　（1987.3発売　FW-15改。明朝体と毛筆体を内蔵。チルト液晶。）
  - これらの機種は、兄弟機種であるFW-20と30、FW-15と16以外は操作性やデータに互換性がない。

## U1-PROシリーズ
松下電器産業では、U1シリーズ展開前にパナワードシリーズを展開していたが、上記のように後発ということもあり戦略的に既存ブランドワープロと互角に戦えるインパクトのあるブランドとして制定された。液晶搭載のラップトップタイプはFW-U1Px0x番を付番、ブラウン管据え置き式タイプ（九州松下電器の開発・生産）はFW-U1Px5x番を付番した。

### 液晶画面搭載タイプ (FW-U1Px0x、FW-U1P9x)
- FW-U1PRO　（1987.10発売　640×480dot反射型液晶　24dotプリンタ。U1PROシリーズ1号機。）
- FW-U1PROEX　（1987.11発売　U1PROの液晶の行数を半分にした低価格版。）
- FW-U1SPRO　（1988.2発売　U1PROの白黒バックライト液晶版。その形状から開発チームではサンダーバード2号と呼んでいた。）
- FW-U1PROMK2　（1988.4発売　U1PROの低価格版。）
- FW-U1P201　（1988.9発売　反射型液晶　24dotプリンタ。サントリーオールドのCMで大原麗子が置き手紙を書くのに使ったのがこの機種。）
- FW-U1P501　（1988.10発売　ブルーバックライト液晶　48dotプリンタ。）
- FW-U1P701　（1988.11発売　白黒バックライト液晶　48dotプリンタ。）
  - P201、P501、P701の3機種は同時期に開発され、P201とP501が基板共用、P501とP701がキャビネット共用などの合理化がはかられている。）
- FW-U1P301　（1989.2発売　P201の48dotプリンタ化。）
- FW-U1P501AI　（1989.4発売　P501のAI辞書化。）
- FW-U1P503AI　（1989.10発売　ブルーバックライト液晶　48dotプリンタ。）
- FW-U1P303AI　（1989.10発売　ブルーバックライト液晶　48dotプリンタ。P503Aiの低価格化版。）
- FW-U1P603AIX　（1990.3発売　白黒バックライト大画面液晶　48dotプリンタ。）
- FW-U1P503AIX　（1990.4発売　ブルーバックライト大画面液晶　48dotプリンタ。）
- FW-U1P605AI　（1990.10発売　白黒バックライト大画面液晶　56dotA3プリンタ。）
- FW-U1P505AI　（1990.11発売　ブルーバックライト大画面液晶　56dotA3プリンタ。）
- FW-U1P607　（1991.6発売　白黒バックライト大画面液晶　56dotA3プリンタ　アウトラインフォント2書体内蔵。）
- FW-U1P609 　(1991.11発売　白黒バックライト大画面液晶　56dotA3プリンタ　アウトラインフォント3書体内蔵。)
  - ズーム印刷機能（用紙に合わせて拡大縮小印刷を行いページを乱さず印刷）を搭載。後継のP611とあわせズームスララと呼ばれていた。）
- FW-U1P611 　(1992.5発売　白黒バックライト大画面液晶　144dotA3プリンタ　アウトラインフォント3書体内蔵。)
  - P609の後継機種。印刷速度が約3倍近く向上した他、液晶画面の向上、カンタン住所入力機能が新たに追加された。
- FW-U1P95  (1993.6発売　自動調光白黒バックライト大画面液晶　144dotA3プリンタ　アウトラインフォント4書体内蔵。　)
  - 接続型の読み取りスキャナーが搭載された通称よみとりスララ。
- FW-U1P97F　 (1994.2発売　自動調光白黒バックライト大画面液晶　144dotA3プリンタ　アウトラインフォント4書体内蔵。FAX送信機能付。)
- FW-U1P93 (1994年3月発売)
  - P97Fの下位機種。通信機能がなく読み取りスキャナーが別売になっている以外の基本仕様はP97Fと同等であった。
- FW-U1P98 (1994年10月発売)
- FW-U1P98F (1994年10月発売・FAX送受信機能付)
  - P98シリーズではよみとりスキャナーが32階調ハーフトーンにバージョンアップされた。
  - P98シリーズでは書体数が大幅に増加し、漢字では21書体（7書体×3種類の太さ）カナでは24書体(漢字と同じ21書体+梅、フジ、マリア書体)が搭載されるに至った。
  - この機種以降、メニュー画面に出てくるロゴマークがローマ字表記のSLALAに変更となった。
- FW-U1P98FE (1995年6月発売)

### ブラウン管画面搭載タイプ (FW-U1Px5x)
ブラウン管タイプは、九州松下電器の開発、製造であるが、松下電器としてのワープロの品番を統一するためにU1Pの品番を付与されている。
- FW-U1P151AI
- FW-U1P551
- FW-U1P153AI
- FW-U1P353F2 (FDD2台搭載)
- FW-U1P553AI
- FW-U1P555

## U1 Sシリーズ
上記のU1PROシリーズの「ノート版」。
- FW-U1S50
- FW-U1S53（1990.3発売）
- FW-U1S55AI
- FW-U1S57（1991.6発売）

## U1 Vシリーズ
U1PROシリーズでは、ワープロ機能を中心に開発を進めていたが、以後のグラフィック環境の進展を見据え、プラットフォームを完全にMS-DOSベースとし既存のPROシリーズと大幅に変更して登場したシリーズ。PROシリーズでは全角編集が基本であったがVシリーズでは半角編集をデフォルトとしたため奇数個の半角文字を設定可能だったが、ファイル名はMS-DOSの英数半角8文字でしか保存できないなどの欠点もあった。時期尚早ということで、下記2機種の展開で終了した。
- FW-U1V703F2 (FDD2台搭載)
- FW-U1V703F2X (FDD2台搭載)

## U1 Jシリーズ
ラップトップタイプのU1PROシリーズとノートタイプのU1 Sシリーズで展開していたが、ラップトップでは大きすぎ、かといってノートタイプではキー配列が窮屈になるなどがあり、その折衷型のコンパクトタイプとして展開。他社にはない「ジャストワープロ」として宣伝を行った。当初はU1Sシリーズの亜種ということで展開していたが、後に正式にJシリーズの称号が与えられた。
- FW-U1S77AI
- FW-U1S88AI
- FW-U1J70
- FW-U1J81 (1991年10月発売)
- FW-U1J62 (1993年3月発売)
- FW-U1J82 (1992年9月発売)
  - J81の後継。液晶画面が従来よりも明るいものとなり、新しい目玉機能のはがき名人を搭載。またフォントに丸ゴシックが追加。
- FW-U1J85 (1993年9月発売)
- FW-U1J87 (1994年5月発売)
  - 岩波国語辞典（第4版）を内蔵。これ以降、辞典内蔵機能が定着する。
- FW-J720
- FW-J750
- FW-J770（1994.5発売）

## U1 Cシリーズ
従来は熱転写タイプのアルプス電気製のプリンタを使用していたが、カラープリンタを搭載したカラー編集機種となった。キヤノン製のBJプリンタ（感熱紙は使用できない）、アルプス電気の熱転写カートリッジ交換式タイプの2種がある。上記のノートタイプ、ジャストタイプシリーズを包含していた。

### BJプリンタタイプ (FW-U1Cx00)
- FW-U1C100 (1995年6月発売)
- FW-U1C200 (1998年9月発売)

### 熱転写カートリッジ交換式タイプ (FW-U1Cxx)
- FW-U1C50 (1995年3月発売)
- FW-U1C550（1996年　発売）
- FW-U1C70（1996年6月発売）
- FW-U1C71 (1997年2月発売)
  - C70の後継機種。住所録や宛名印刷で郵便番号7桁に完全対応した他、Jアドレス変換といった新機能を搭載。
- FW-U1C30/X (1997年2月発売)
- FW-U1C33/X (1997年10月発売)
- FW-U1C80 (1997年5月発売)
- FW-U1C83 (1998年2月発売)
  - C83のみフォトプリント(昇華型印刷)を搭載。

## U1 Nシリーズ
ジャストワープロが主流になるとノートタイプの製品開発は中断していたが、ノートタイプの需要もあることから開発された。1機種のみ。
- FW-U1N10（1995年3月発売）

## U1 CDシリーズ
上記のようにカラーデータを扱うようになると添付イラストデータの保存にあたって添付フロッピーの容量不足が潜在化していた。これにともないCD-ROMドライブを搭載した機種。感熱紙は使用できない。
- FW-U1CD300（1996年2月発売）
- FW-U1CD330 (1996年10月発売)
  - CD300の後継機種。7桁郵便番号に完全対応した他、Jアドレス変換やデジタルカメラ接続対応(機種は限られる)といった新機能がある。
- FW-U1CD350（1997年9月発売）
- FW-U1CD360（1998年4月発売）

## U1 CSDシリーズ
CDシリーズで搭載されたのはCD-ROMドライブであったことから、ユーザーの画像データ等の保存は依然問題が潜在化していたため、フロッピーディスクに変えスーパーディスクを搭載した機種。感熱紙は使用できない。
- FW-U1CSD500 (1998年11月発売)
- FW-U1CSD600 (1999年10月発売・最終機種)

## もとほしらと
U1シリーズは、将来の拡張性を見越してハードがMS-DOS互換であり、MS-DOSの一部システムファイルをコピーしたフロッピーを読み込ませることでMS-DOSが立ち上がり、MS-DOSソフトの一部が動作することが知られ、NIFTY-ServeのMCNフォーラム等で一部のマニアが研究を行っていた。
MS-DOSが起ち上がるようになった状態のU1を俗にもとほしらとと呼んでいた。これは、かな入力状態で「M・S・-・D・O・S」とタイプすると「もとほしらと」と入力されることに由来する。